# Fuzhu
Fuzhu (chinesisch 腐竹, Pinyin fǔzhú), auch bekannt als Tofustäbchen, Tofustangen, Bohnenquarkstangen oder Yuba-Stangen, ist ein chinesisches Lebensmittelprodukt, das aus Sojabohnen hergestellt wird. Es handelt sich um eine Form von getrockneter Yuba, die aus den Häutchen besteht, die sich auf der Oberfläche kochender Sojamilch bilden. Zur Herstellung von Fuzhu werden die frisch gebildeten Sojamilchhäutchen angehoben und zum Trocknen aufgehängt, wodurch sie sich zusammenziehen und in ihre charakteristische stangenähnliche Form falten.
Fuzhu ist eine beliebte Zutat in der chinesischen und anderen ostasiatischen Küchen. Es ist bekannt für seine zähe Textur und seine Fähigkeit, Aromen aufzunehmen.

## Bezeichnungen
Während sich Fuzhu speziell auf die stangenförmige Variante bezieht, werden die flachen, ungetrockneten oder getrockneten Blätter in China fupi (chinesisch 腐皮) genannt. In Japan lautet der allgemeine Begriff für alle Formen von Tofuhaut, sowohl Blätter als auch Stangen, Yuba (japanisch 湯葉).
In Russland, der Ukraine und anderen postsowjetischen Staaten ist Fuzhu weithin als Sojasparge (соевая спаржа) bekannt, obwohl es keine botanische Verwandtschaft zum Spargel gibt.
Der Name Fuzhu bedeutet wörtlich „Tofu-Bambus“ (oder Bohnenquark-Bambus) und bezieht sich auf seine Form nach dem Trocknen.

## Geschichte
Die Verwendung von Tofuhaut wurde vermutlich erstmals im 16. Jahrhundert in China im Bencao Gangmu (Buch der heilenden Kräuter) dokumentiert. Der Text beschreibt den Prozess des Abhebens des Films, der sich auf der Oberfläche erhitzter Sojamilch bildet.
Einer Volkslegende zufolge wurde Fuzhu dem ersten Kaiser von China, Qin Shihuangdi, während seiner Suche nach einem Lebenselixier als lebensverlängerndes Mittel überreicht.

## Herstellung
Die Herstellung von Fuzhu beginnt mit dem Kochen von Sojamilch in einem weiten, offenen Behälter. Während sich die Milch erhitzt, bildet sich an der Oberfläche ein Protein-Lipid-Film. Dieser Film wird mit einem Stab abgehoben und an der Luft zum Trocknen aufgehängt. Während des Hängens faltet und wellt sich das Tofuhautblatt (Yuba) und bildet so die längliche, stangenartige Form von Fuzhu. Nachfolgende Filme werden auf die gleiche Weise gesammelt. Die Stangen werden dann vollständig getrocknet, bis sie hart und spröde sind.

## Kulinarische Verwendung

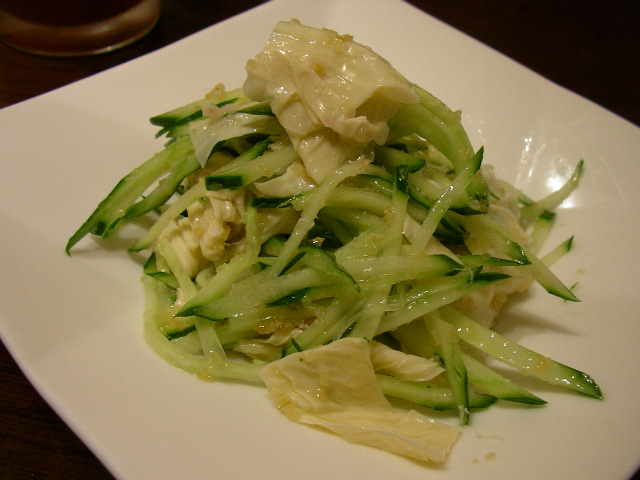
Ein Gericht mit Fuzhu.

Da Fuzhu in getrocknetem Zustand verkauft wird, muss es vor der Verwendung rehydriert werden. Dies geschieht typischerweise, indem die Stangen für mehrere Stunden in kaltem oder warmem Wasser eingeweicht werden, bis sie biegsam und zäh, aber nicht matschig sind. Nach dem Rehydrieren kann es in Segmente geschnitten werden und wird für seine Fähigkeit geschätzt, die Aromen von Saucen und Brühen aufzunehmen.
Es ist eine häufige Zutat in der chinesischen Küche und wird in Gerichten wie den folgenden verwendet:
- Pfannengerichte (englisch Stir-Fries)
- Schmorgerichte, oft mit Fleisch und Gemüse
- Suppen und Eintöpfe
- Kalte Vorspeisen, bei denen es nach dem Rehydrieren oft mit einer würzigen Sauce angemacht wird.

Fuzhu wird aufgrund seiner angenehm zähen Textur auch häufig in der vegetarischen Küche des chinesischen Buddhismus als Fleischersatz verwendet.

## Nährwert
Fuzhu ist reich an pflanzlichem Protein, wobei einige Quellen einen Proteingehalt von etwa 40 % angeben, was ungefähr dem Doppelten von Rindfleisch entspricht. Es ist auch eine gute Eisenquelle.

## Galerie

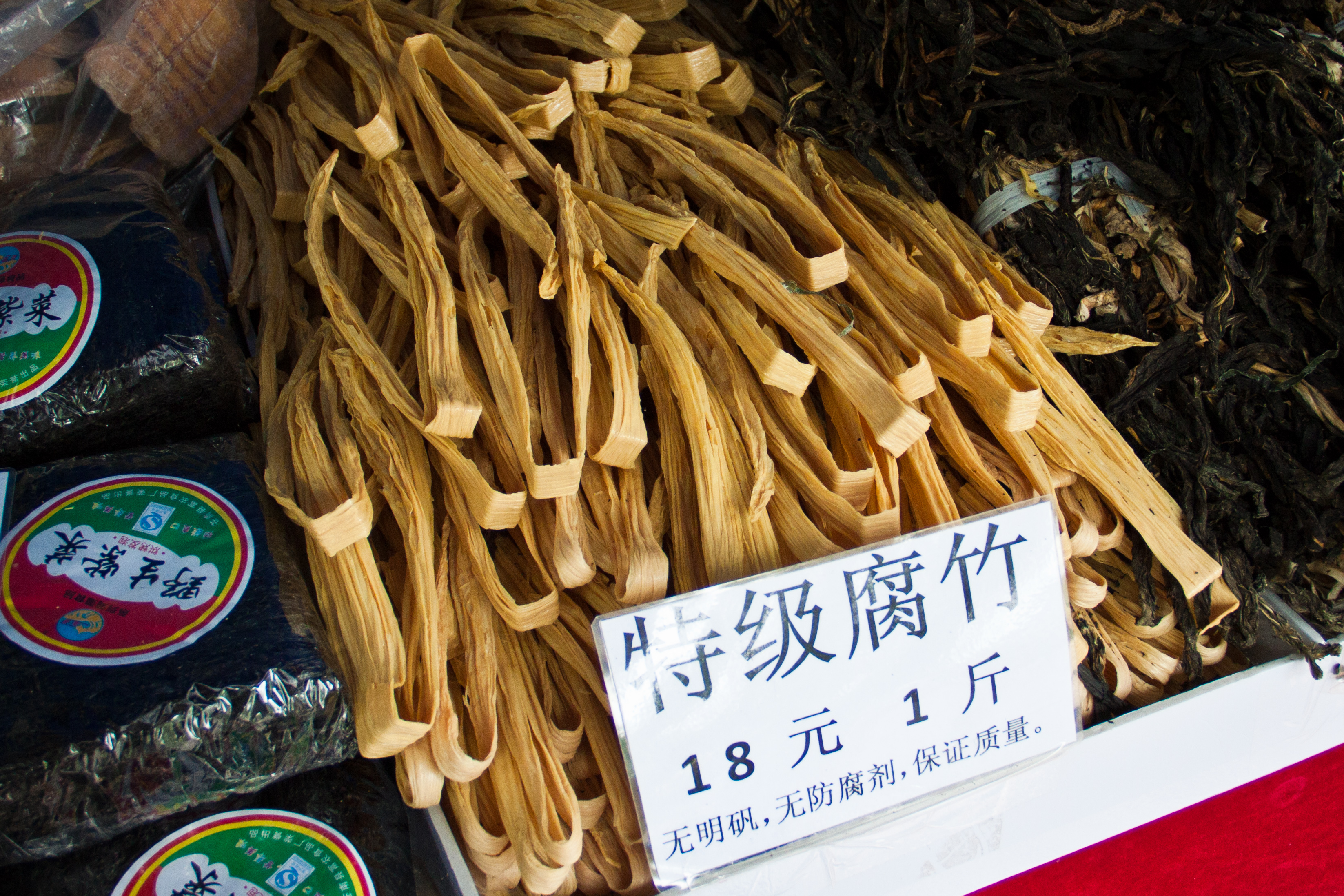
Getrocknetes Fuzhu – getrocknete Tofustangen
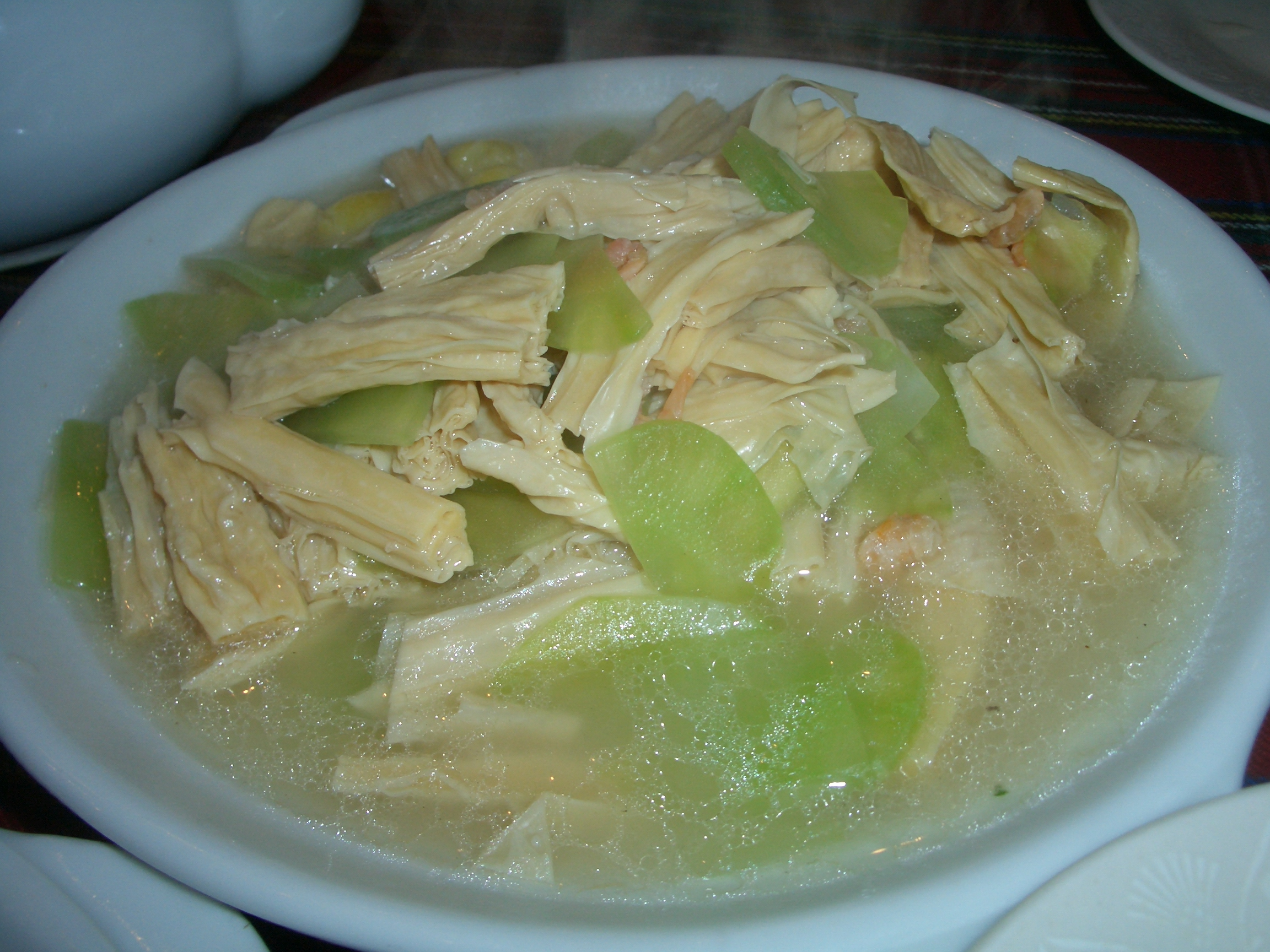
Fuzhu in Suppengericht (上湯腐竹)
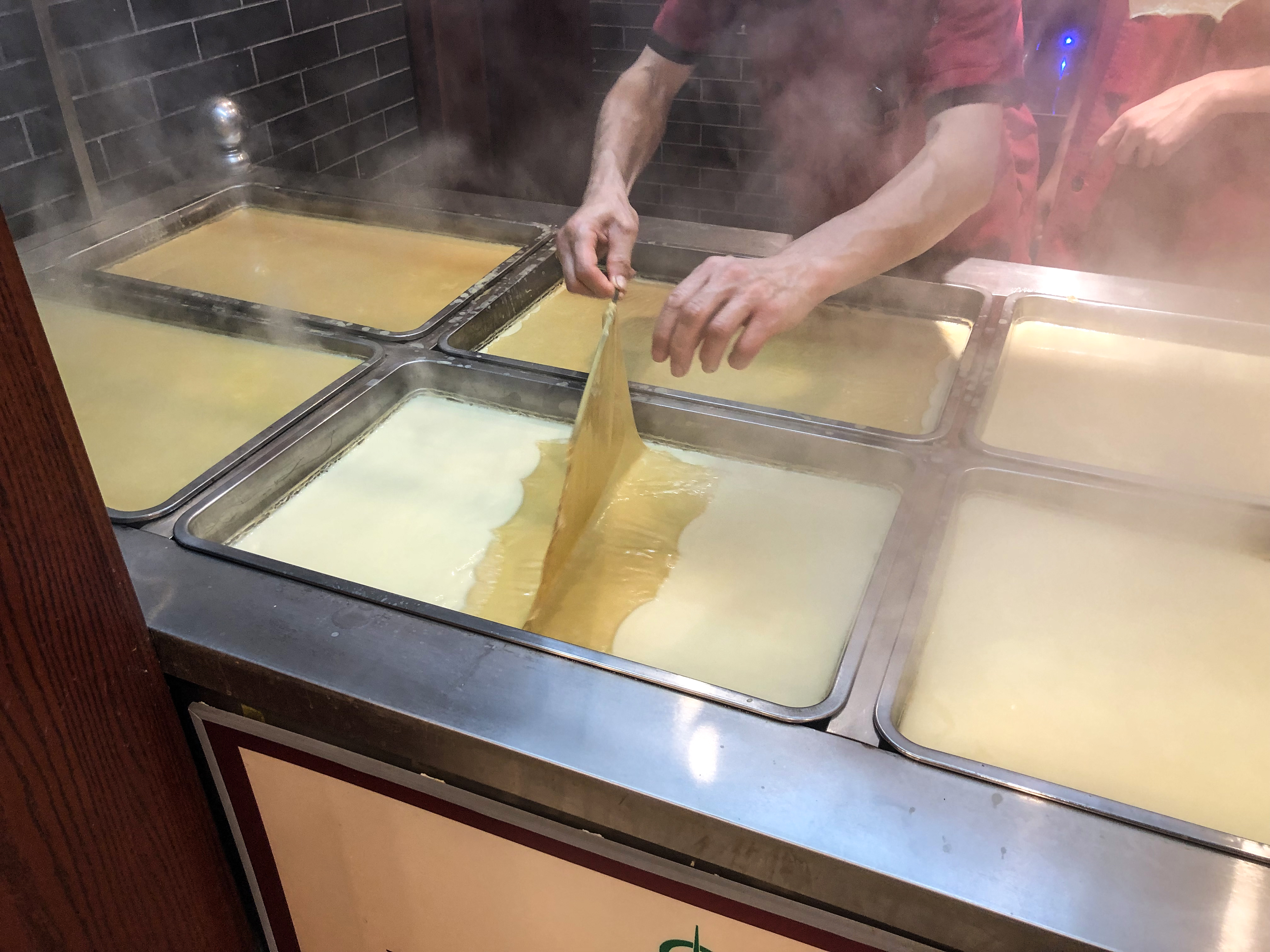
Herstellung von Yuba (chin. fupi – Tofublätter)
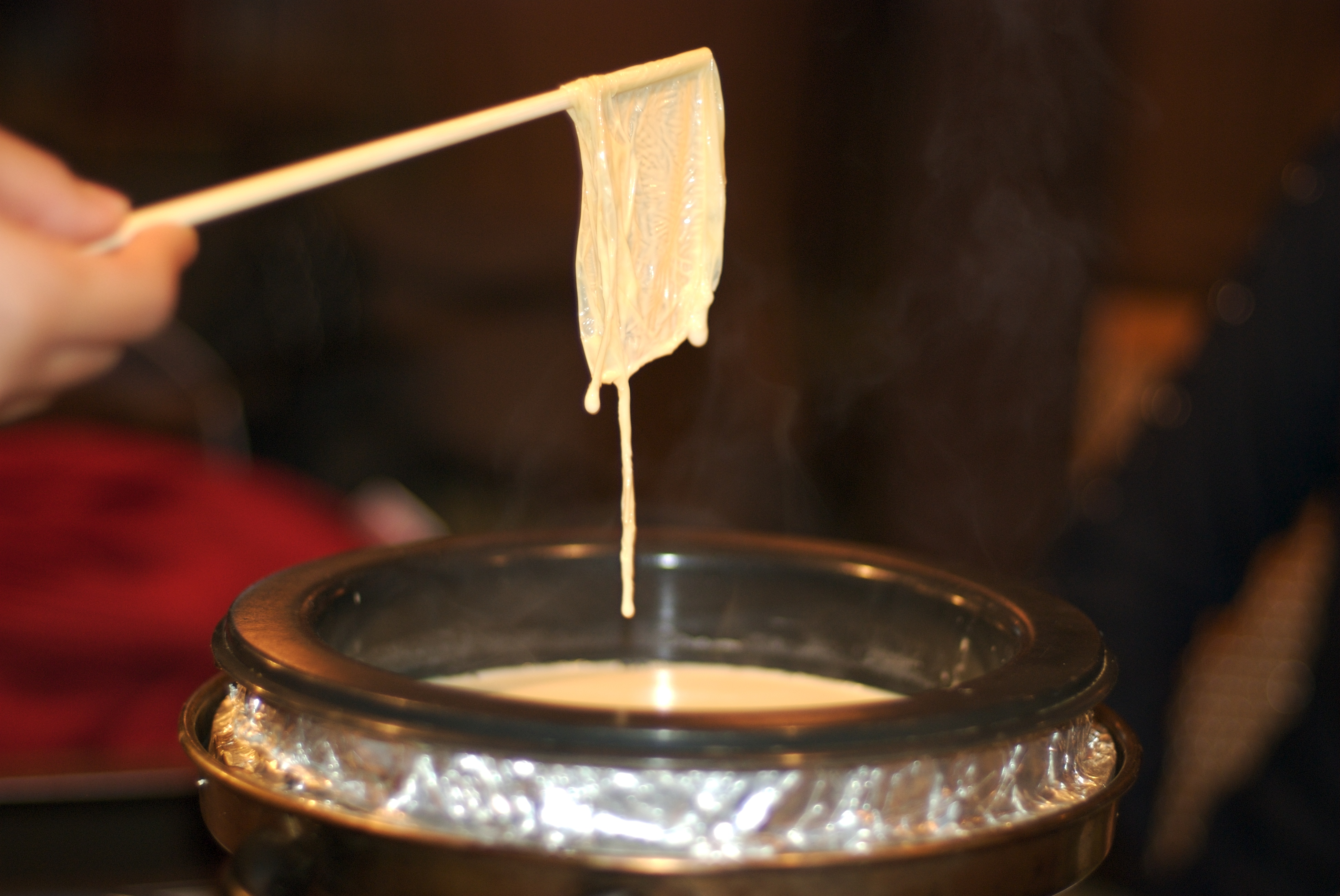
Fupi – Tofublatt – bei der Herstellung

## Fußnote
1. ↑  
Der Name fǔzhú (腐竹) bedeutet wörtlich „Bohnenquark-Bambus“ oder „Tofu-Bambus“, eine Anspielung auf die stangenartige Form, die nach dem Trocknen an Bambusstäbe erinnert.